# 米鶴酒造
米鶴酒造株式会社（よねつるしゅぞう）は、山形県高畠町で日本酒を製造する酒蔵である。「亀の尾」から選抜した「亀粋」というオリジナル酒米を有している。純粋日本酒協会会員。

## 概要
初代梅津伊兵衛が、二井宿街道沿いに元禄年間の1704年に創業。幕末には米沢藩上杉家の御用酒蔵となる。
戦前、九代目の伊兵衛は、経験・勘頼りだった酒造りを改革しようと、十代目に大阪高等工業学校（後の大阪大学工学部）で醸造学を研究させ、腐造を防いで品質を安定させた。
1953年12月に法人化し、株式会社米鶴本店を設立。1972年に商号を米鶴酒造に変更した。現蔵元は12代目である。
「米作りからの酒造り」を掲げ、酒米の契約栽培に力を入れ、昭和58年（1983年）には蔵人と農家で高畠町酒米研究会を立ち上げた。米の半分は地元、二井宿産。山形県産米の使用率は95%以上となっている。

## 代表銘柄
| 清酒 - 米鶴 - 超辛口純米酒 かっぱ - 山廃純米大吟醸 鶴翔（かくほう） | 焼酎 - 烈風 - 疾風 | 発泡日本酒 - 米鶴 スパークリング - 米鶴 スパークリング ロゼ - 米鶴 純米生酒 発泡にごり |

## 受賞歴

### 全国新酒鑑評会
金賞受賞
| - 1956年 - 1957年 - 1960年 - 1961年 - 1963年 - 1964年 - 1965年 - 1966年 - 1967年 - 1972年 | - 1973年 - 1982年 - 1983年 - 1984年 - 1987年 - 1989年 - 1992年 - 1996年 - 1997年 - 1999年 | - 2001年 - 2003年 - 2004年 - 2005年 - 2006年 - 2008年 - 2009年 - 2010年 - 2011年 - 2013年 |

### 全国調味食品品評会
ダイヤモンド賞受賞（最高峰の賞）
- 1968年

## CMキャラクター
1984年のNHKヤングミュージックフェスティバル全国大会で入賞し、プロデビューした山形県南陽市出身のシンガー・ソングライター須貝智郎の地元後援会会長を当時、社長であった梅津伊兵衛（現会長）が務めたことなどを機に、須貝が米鶴酒造のコマーシャルに起用され、CMソング『ベゴ子は山へ』の制作も手掛けた。